# Nadine Heredia
Nadine Heredia Alarcón de Humala (Lima, 25 de maig de 1976) és una comunicadora i política peruana. Esposa de l'expresident del Perú, Ollanta Humala i exprimera dama del país, és també cofundadora del Partit Nacionalista Peruà, del qual va exercir el càrrec de presidenta (2013-2016).

## Biografia
Nadine Heredia de Humala és descendent d'una família ayacuchana, de la província de Páucar del Sara Sara. És filla d'Ángel Heredia Palomino i Antonia Alarcón Cubes.
La mare d'Ollanta, Elena Tasso Heredia, és cosina de Nadine, és a dir, Nadine és tia en cinquè grau del seu espòs Ollanta.
Heredia va seguir els estudis secundaris al Col·legi María de las Mercedes; després va ingressar a la Universitat de Lima per estudiar ciències de la comunicació i va obtenir el grau de batxiller. Posteriorment va seguir estudis de mestratge en Sociologia a la Pontifícia Universitat Catòlica del Perú.
Va seguir alguns cursos de doctorat en Sociologia a la Universitat Sorbona Nova - París 3, quan el seu marit va ser transferit a França com a agregat militar.
Va treballar per a organitzacions internacionals com l'Agència dels Estats Units per al Desenvolupament Internacional (USAID).
Nadine va conèixer el llavors oficial de l'Exèrcit Ollanta Humala el 1996; després es van casar i van tenir tres fills: Illary, Nayra i Samín.
És cofundadora i va ser presidenta interina del Partit Nacionalista Peruà (actual Gana Perú). El seu marit, Ollanta Humala, va ser president del Perú del 2011 al 2016.
Al novembre de 2016, va ser designada directora de l'Oficina d'Enllaç de l'Organització de les Nacions Unides per a l'Alimentació i l'Agricultura (FAO) en Ginebra, Suïssa.

## Imatge pública
Heredia ha estat relacionada financerament amb el govern de l'expresident veneçolà Hugo Chávez des de les eleccions generals del Perú de 2006; la premsa peruana indica que va ser contractada per aquest expresident per escriure articles que mai van ser publicats, a canvi de la qual cosa va ser remunerada.
En els anys que va governar el seu marit, Ollanta Humala, es va notar una activa participació d'Heredia en reunions nacionals i internacionals, en les quals no s'acostuma convidar esposes de mandataris per no ser part del protocol. A més, ha generat diverses controvèrsies mitjançant l'ús del seu compte Twitter, des de la qual, després de diversos escàndols del govern, ha anunciat mesures o ha emès comentaris relatius als temes de govern, fins i tot sense que el mateix president o algun membre de govern hagi manat algun comunicat oficial o un altre comentari autoritzat, per aquesta raó actualment la fiscalia peruana desenvolupa una recerca per usurpació de funcions. En els mesos previs a la transferència el seu nivell d'aprovació va ser de només 9 %.
D'acord amb un Informe d'Intel·ligència Financera de l'any 2009, hi va haver abonaments en un compte d'Heredia, realitzats per persones naturals que, segons la informació recaptada, "no disposaven de prou condicions econòmiques per solucionar aquestes despeses". Mentre que d'acord amb un Reporti d'Operacions del 2008 pel Banc de Crèdit del Perú sobre Heredia, "es tracta d'un client sensible, esposa d'un excandidat a la presidència, i capdavantera d'un partit polític. L'activitat i font dels fons que ha canalitzat a través de la nostra institució [BCP] no han estat sustentats".
Al maig de 2015, es va revelar en un informe periodístic les excessives despeses que realitzava Heredia mitjançant una targeta de crèdit atorgada per una amiga; aquestes incloïen les costoses marques Louis Vuitton, Óscar de la Renda i Thomas Pink, a més de l'hostalatge a Disneyland Paris, compres a H-Stern, entre d'altres. Es va mostrar, a més, que la titular de la targeta havia rebut dipòsits d'empreses lligades al govern veneçolà.

L'agost de 2015, el programa de televisió Panorama va revelar el contingut de quatre agendes, pertanyents a Heredia, però ella en va negar la veracitat fins que, al mes de novembre, va reconèixer-ne l'autoria dient: “després d'efectuar una detinguda revisió de la còpia dels documents originals (…), he pogut comprovar que aquells documents són de la meva propietat i que van ser sostrets il·lícitament del meu domicili”.
| «                | Como en reiteradas veces he manifestado, los documentos como agendas y libretas, y el contenido de esas agendas y libretas, no son de mi propiedad. | » |
| — Nadine Heredia | |   |

Actualment es troba en plena recerca judicial per usurpació de càrrecs durant el govern de l'expresident Ollanta Humala.

## Distincions honorífiques
- Dama Gran Creu de la Real Ordre d'Isabel la Catòlica (Regne d'Espanya, 03/07/2015).[15]